# هربرت كوبلاند
هربرت كوبلاند (بالإنجليزية: Herbert Copeland)‏ (و. 1902 – 1968 م) هو أحيائي، وعالم نبات من الولايات المتحدة الأمريكية. ولد في شيكاغو.